# Cyriocosmus bertae
Cyriocosmus bertae är en spindelart som beskrevs av Pérez-Miles 1998. Cyriocosmus bertae ingår i släktet Cyriocosmus och familjen fågelspindlar. Inga underarter finns listade i Catalogue of Life.